# Kozianka (województwo warmińsko-mazurskie)
Kozianka – kolonia w Polsce, w województwie warmińsko-mazurskim, w powiecie iławskim, w gminie Iława.
Do 2023 miejscowość była przysiółkiem osady Dziarnówko.
W latach 1975–1998 przysiółek należał administracyjnie do województwa olsztyńskiego.